# Semawung (Andong)
Semawung is een bestuurslaag in het regentschap Boyolali van de provincie Midden-Java, Indonesië. Semawung telt 2055 inwoners (volkstelling 2010).